# مركز برنامج التحول الوطني
مركز برنامج التحول الوطني، هو مركز حكومي سعودي يرتبط بمجلس الشؤون الاقتصادية والتنمية، ويعمل على تسريع برامج التحول الوطني من قبل جميع القطاعات ضمن رؤية السعودية 2030، وتعزيز وصول أثر التحول الوطني إلى المستفيدين.

## الأهداف
- الإشراف على تنفيذ مبادرات برنامج التحول الوطني، ومتابعة إنجازها.
- العمل والتنسيق مع الجهات الحكومية وبرامج تحقيق الرؤية الأخرى والقطاع الخاص لتحقيق أهداف البرنامج ومنع الازدواج.
- إعداد وتنفيذ الشراكات والاتفاقيات بالتعاون مع الجهات ذات العلاقة لتحقيق أهداف البرنامج.
- إعداد تقارير الأداء الدورية لمبادرات البرنامج ورفعها.
- عقد اللقاءات والندوات والدورات التدريبية في المجالات الداخلة في اختصاصاته.
- الاستعانة بالكفاءات والخبرات وبيوت الخبرة المحلية والدولية المتخصصة في مجالات عمله.
- اقتراح مشروعات الأنظمة واللوائح ذات الصلة باختصاصاته.
- إجراء الدراسات والبحوث، وجمع المعلومات، ومراجعة مؤشرات البرنامج التي تقيسها الجهات المعنية.

## الجوائز
- جائزة الملك عبد العزيز للجودة الجائزة الوطنية (الدورة السادسة) عام 2022م.[3][4]